# 大花雪胆
大花雪胆（学名：Hemsleya grandiflora），为葫芦科雪胆属下的一个植物种。种名grandiflora意为“大花的”。